# Galepus
Galepus es un género extinto de terápsido anomodonto que vivió durante el periodo Pérmico Superior. Sus fósiles han sido hallados en el Karoo de Sudáfrica.

## Características
La estructura general del cráneo de Galepus es similar a la de Galeops; las órbitas y las aberturas externas de las narinas son grandes; la cara y la región postorbital son cortas; el orificio pineal es grande y ovalado; el margen ventral de la región postorbital está profundamente escotado; la región occipital está inclinada hacia adelante; la órbita está limitada por detrás por una estrecha barra postorbital; el paladar secundario está presente. La mandíbula es más estrecha que la de Galeops y su contorno es diferente: su margen ventral, recto en Galeops, es un poco cóncavo y el margen dorsal de la región postdentaria se extiende casi recta del dentario al articular, en vez de ser convexa como en Galeops.

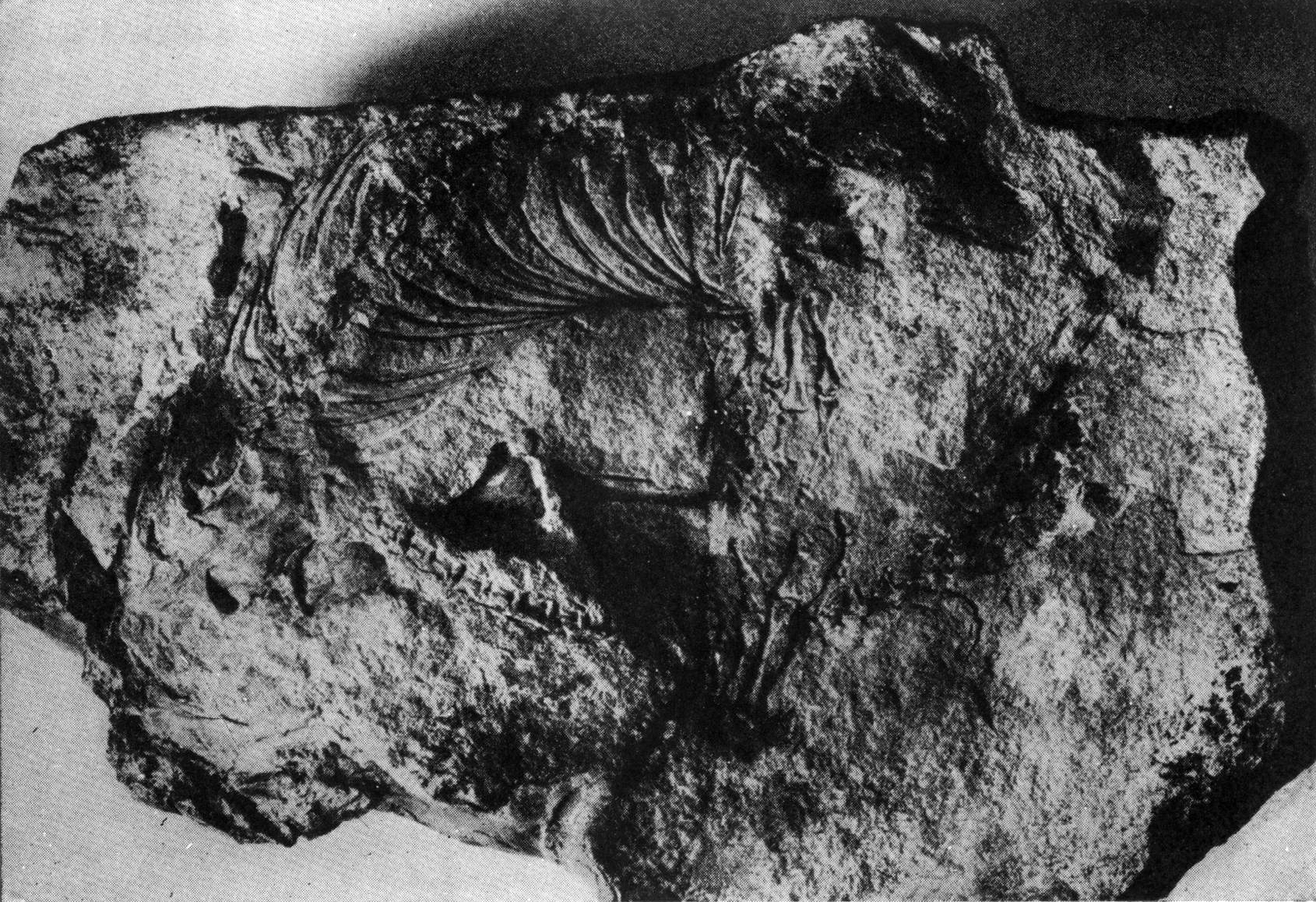
Fósil de Galepus jouberti, espécimen 5541.
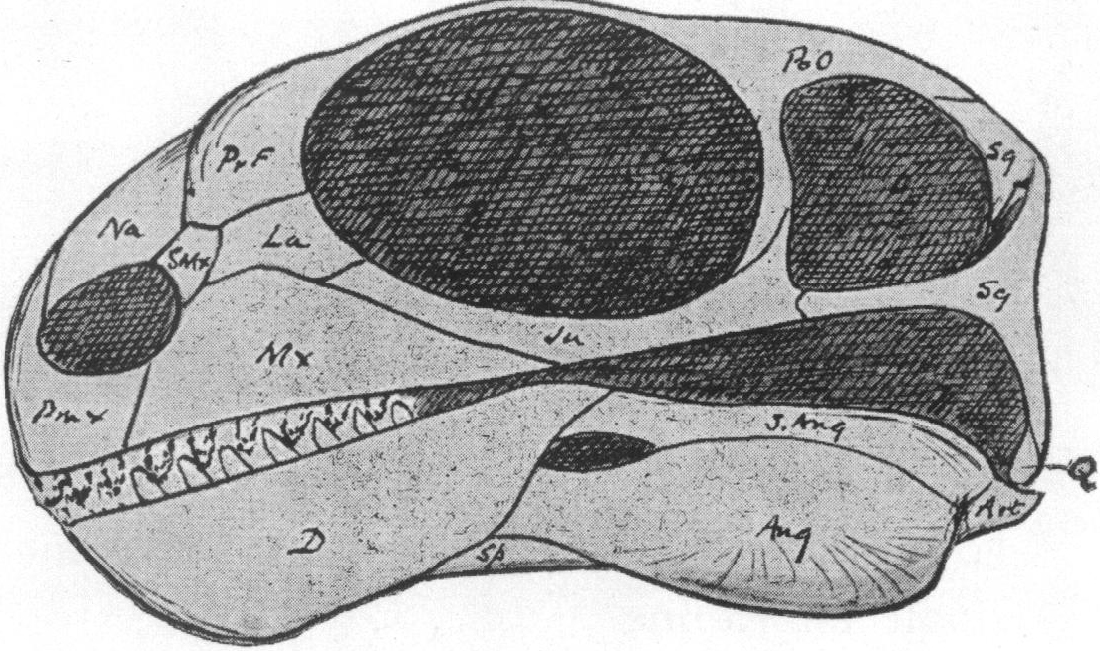
Reconstrucción del cráneo de Galepus jouberti, espécimen 5541.